# District de Xiangshan (Guilin)
Pour les articles homonymes, voir Xiangshan.
Le district de Xiangshan (象山区 ; pinyin : Xiàngshān Qū) est une subdivision administrative de la région autonome du Guangxi en Chine. Il est placé sous la juridiction de la ville-préfecture de Guilin.

## Démographie
La population du district était de 224 492 habitants en 2010.